# Ellipteroides namtokensis
Ellipteroides namtokensis är en tvåvingeart som först beskrevs av Alexander 1953.  Ellipteroides namtokensis ingår i släktet Ellipteroides och familjen småharkrankar.
Artens utbredningsområde är Thailand. Inga underarter finns listade i Catalogue of Life.